# Józef Dziuba (pułkownik)
Józef Dziuba (ur. 21 stycznia 1919 w Kolbuszowej, zm. 30 marca 2008) – pułkownik Wojska Polskiego.

## Życiorys

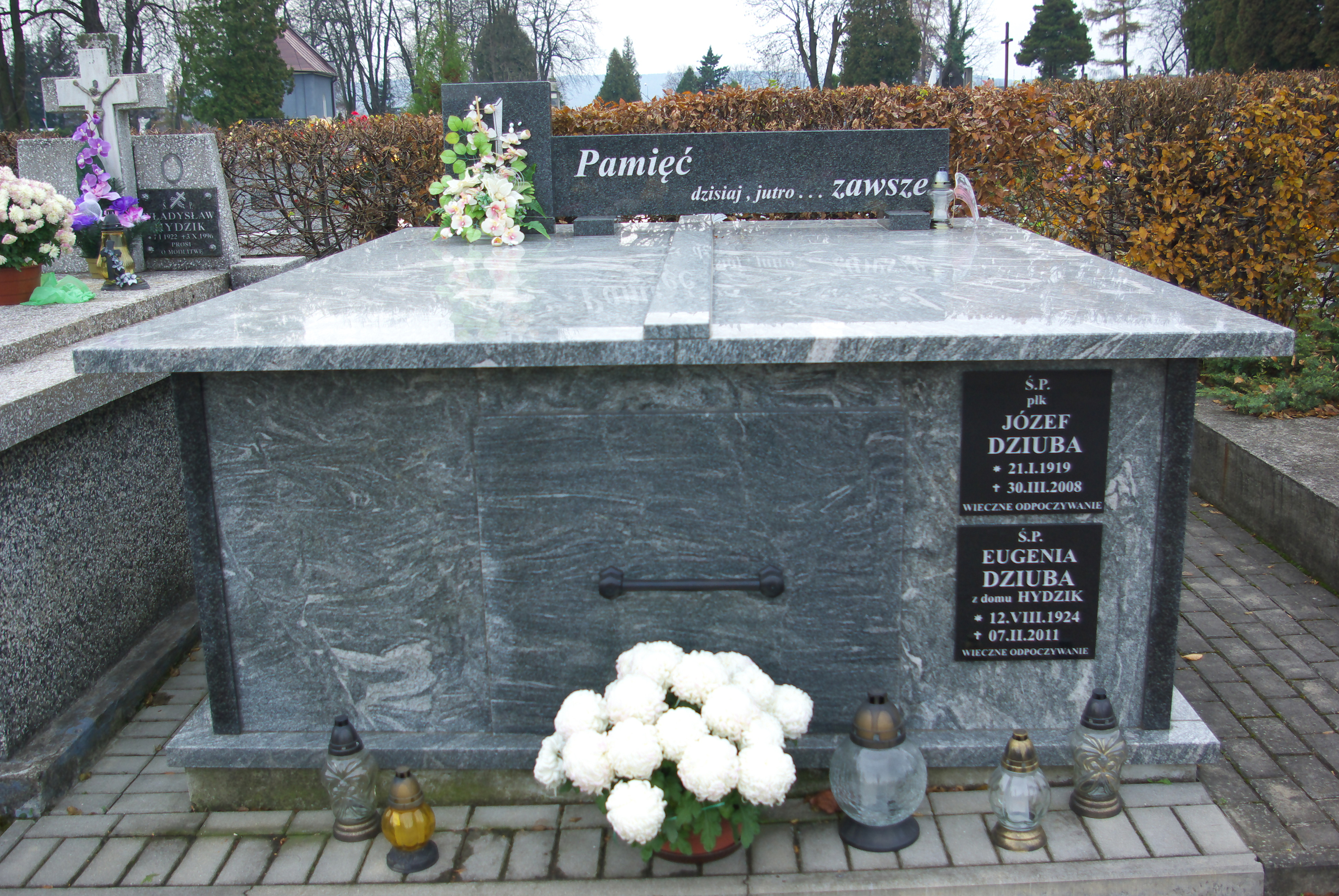
Grobowiec rodziny Dziuba w Sanoku

Urodził się 21 stycznia 1919 w Kolbuszowej. W wieku 20 lat jako podchorąży Wojska Polskiego brał udział w kampanii wrześniowej w szeregach 17 pułku piechoty w składzie 24 Dywizji Piechoty w ramach Armii „Karpaty”. Był żołnierzem Batalionów Chłopskich, działając pod pseudonimem „Witek” na obszarze powiatu rzeszowskiego. W 1944 został powołany do 16 Kołobrzeskiego pułku piechoty ludowego Wojska Polskiego i przydzielony do szkoły oficerskiej w Lublinie, której został absolwentem, po czym mianowano go dowódcą plutonu moździerzy w 6 pułku moździerzy. W ramach tzw. utrwalania władzy ludowej brał udział w walkach z Ukraińską Powstańczą Armią. Służył też w WOP. Ukończył kurs oficerów sztabów w Rembertowie, po czym dalszą służbę pełnił w 65 pułku piechoty w składzie 18 Dywizji Piechoty, później w 15 pułku piechoty w składzie 5 Dywizji Piechoty oraz w sztabie 27 Dywizji Piechoty. W 1955 został przeniesiony do rezerwy.
Został zatrudniony w Rejonowej Gminnej Spółdzielni „Samopomoc Chłopska” w Sanoku. W 1980 odszedł na emeryturę. Był działaczem ZBoWiD od 1957. Był prelegentem z ramienia ZBoWiD. Od lutego 1982 członkiem Związku Byłych Żołnierzy Zawodowych i Oficerów Rezerwy Wojska Polskiego (ZBŻZiORWP) w Kole nr 4 im. Mariana Zaremby w Sanoku. W kwietniu 1988 jako działacz Zjednoczonego Stronnictwa Ludowego został członkiem Miejskiej Komisji Wyborczej w Sanoku.
Otrzymał wiele odznaczeń bojowych, pamiątkowych, resortowych i od stowarzyszeń. Został awansowany na podpułkownika. W publikacji z 2014 Władysław Stachowicz wskazał na „ekspresowe tempo awansowania podpułkownika Józefa Dziuby” w 1995. W 2001 otrzymał nominację na stopień pułkownika w stanie spoczynku.
Jego żoną była Eugenia, z domu Hydzik (1924–2011). W 2000 para obchodził jubileusz 50 rocznicy zawarcia małżeństwa. Oboje zostali pochowani w grobowcu rodzinnym na Cmentarzu Centralnym w Sanoku.

## Odznaczenia
- Krzyż Kawalerski Orderu Odrodzenia Polski (1977)[8][1]
- Medal „Za udział w walkach w obronie władzy ludowej” (1986)[9]
- Srebrny Krzyż Zasługi
- Medal za Warszawę 1939–1945[1]
- Medal Zwycięstwa i Wolności 1945[1]
- Medal „Za udział w walkach o Berlin”[1]
- Odznaka honorowa „Za Zasługi dla ZBŻZiORWP”
- Wpis do Złotej Księgi zarządu ZBoWid w Sanoku (1989)[2].
- inne odznaczenia[1]